# 福舟峠
福舟峠（ふくふねとうげ）は、山形県最上郡舟形町と尾花沢市を結ぶ峠である。山形県道318号新庄長沢尾花沢線が通っており、標高280m。大型車通行禁止の規制区間であり、冬期間通行止である。

## 概要
福舟峠は、舟形と現在は尾花沢市の一部になっている福原村を結ぶ峠であり、峠の名前もそれに由来する。峠の歴史は古く、江戸時代から最上地方と村山地方を結ぶ峠として存在していた。
舟形町・最上町・尾花沢市にまたがる一帯は、かつては「日本三大亜炭田」と呼ばれた亜炭田の一大産地であり、亜炭以外にも、満沢鉱山や月楯鉱山（共に最上町）などが存在した。
福舟鉱山もそのうちの一つであり、江戸時代には金や銀を、大正時代以降は銅・鉛・亜鉛鉱山として三菱金属鉱業の手により操業されていた。福舟峠は、ここで採掘された鉱物を陸羽東線長沢駅まで輸送するルートとして、馬車が通れる峠として整備された。現在の道路は、基本的にこのときに開削されたものである。現在は、福舟鉱山は閉山しており、鉱山跡に鉱毒を処理する施設とその管理人が常駐している。
福舟峠は、全線舗装されてはいるものの、定期的な維持管理されている様子はなく、所々舗装が剥げ、アスファルトを割って路面全体に草木が生い茂り、半未舗装路と化している場所もある。山の畝を正直になぞっているため、曲線が多く、しかもカーブがきつい箇所が多い。福舟鉱山から峠の頂上にかけてはローギアで登らねばならない急坂、舟形町側には、普通車でさえもギリギリの車幅の箇所、道の片側が絶壁、片側が溜池という箇所も存在する。路肩崩壊も多く、常にどこかの路肩が崩れているような状態である。
車の通行量は皆無に近い。